# Хедетет
Хедетет (также Хедедет; егип. ḥdd.t) — богиня-скорпион в древнеегипетской мифологии. Некоторыми своими чертами напоминает богиню Селкет, однако в более поздние периоды её объединили с богиней Исидой (Исида-Хедетет). Хедетет изображали в виде женщины с головой скорпиона, кормящей грудного ребёнка.

## Мифология
Впервые упоминается в «Текстах пирамид» и позже, при XVIII династии в своём культовом центре на Эдфу. Как и Селкет богиня, согласно поверью, защищала от злых духов. Локальное почитание синкретической богини Исиды-Хедетет на Эдфу сделал её матерью Гора.